# Коцца, Франческо
Франческо Коцца (итал. Francesco Cozza; род. 19 января 1974, Кариати, Калабрия) — итальянский футболист и футбольный тренер.

## Карьера

### Футболиста
Воспитанник «Торино» в 18 лет перешел в «Милан». За основной состав «россонери» играл только в Кубке Италии. Дебют состоялся в поединке против «Пьяченцы», закончившийся со счетом 1:1. Наибольшую известность Коцца получил по выступлениям за «Реджину» в Серии А. Всего в общей сложности он провел за команду десять сезонов и сыграл 233 матча. Некоторое время полузащитник был капитаном клуба. Помимо «Реджины» Коцца пробовал играть за другие команды из элиты: «Кальяри», «Лечче» и «Сиену». Завершил свою карьеру в «Салернитане».

### Тренера
Став тренером, Коцца работал в системе «Реджины». Дважды он самостоятельно возглавлял команду. 18 июля 2011 года специалист получил лицензию профессионального тренера 2-й категории, которая даёт право работать главным тренером клубов Лиги Про (бывш. Серия С) и ниже, быть вторым тренером клубов Серий А и В либо возглавлять молодёжные составы клубов, принимающих участие в чемпионате Италии среди молодёжных команд. Вместе с Коццей обучение проходил Роберто Баджо и другие известные футболисты..
Позднее наставник работал с несколькими коллективами из низших итальянских лиг.

## Личная жизнь
В 2005 году Франческо Коцца женился на Мисс Италии 1999, теле и радиоведущей Манилле Наззаро. Брак распался в 2017 году. От него у Коццы осталось двое сыновей. Бывший хавбек участвовал в создании детской футбольной школы в Реджо-ди-Калабрии.